# シャークス (ラグビー)
シャークス（英: Sharks）は、ユナイテッド・ラグビー・チャンピオンシップに参加する南アフリカ共和国のラグビーユニオンチーム。本拠地はクワズール・ナタール州ダーバンのキングス・パーク・スタジアム。

## 概要
スーパーラグビーなどの国際大会に参加することを目的に創設された南アフリカの地域フランチャイズチーム。カリーカップのメンバーであるシャークスが母体。
チームカラーは黒。

## 歴史
カリーカップに参加しているシャークスを母体として1996年に創設。
1996・1997シーズンにはナタール・シャークス（Natal Sharks）のチーム名でスーパー12（後のスーパーラグビー）に参加。地域フランチャイズの導入に伴い1998シーズンからシャークスとなる。
2020シーズン、コロナ禍の影響でスーパーラグビーが中断され、南アフリカ国内で代替開催されたスーパーラグビー・アンロックトに参加。
2021-22シーズンからはユナイテッド・ラグビー・チャンピオンシップに参加。

## タイトル

### 国内タイトル
- スーパーラグビー
  - 準優勝 4回：1996, 2001, 2007, 2012

### 国際タイトル
- EPCRチャレンジカップ
  - 優勝 1回（2023-24）

## 成績

### スーパーラグビー戦績
| シーズン | 試合数 | 勝 | 分 | 敗 | 順位 | プレーオフ |
| -------- | ------ | -- | -- | -- | ---- | ---------- |
| 1996     | 11     | 6  | 0  | 5  | 4位  | 準優勝     |
| 1997     | 11     | 5  | 2  | 4  | 4位  | ベスト4    |
| 1998     | 11     | 7  | 0  | 4  | 3位  | ベスト4    |
| 1999     | 11     | 5  | 1  | 5  | 7位  | ―          |
| 2000     | 11     | 1  | 1  | 9  | 12位 | ―          |
| 2001     | 11     | 8  | 0  | 3  | 2位  | 準優勝     |
| 2002     | 11     | 4  | 0  | 7  | 10位 | ―          |
| 2003     | 11     | 3  | 0  | 8  | 11位 | ―          |
| 2004     | 11     | 5  | 0  | 6  | 7位  | ―          |
| 2005     | 11     | 1  | 1  | 9  | 12位 | ―          |
| 2006     | 13     | 7  | 0  | 6  | 5位  | ―          |
| 2007     | 13     | 10 | 0  | 3  | 1位  | 準優勝     |
| 2008     | 13     | 9  | 1  | 3  | 3位  | ベスト4    |
| 2009     | 13     | 8  | 0  | 5  | 6位  | ―          |
| 2010     | 13     | 7  | 0  | 6  | 9位  | ―          |
| 2011     | 16     | 10 | 1  | 5  | 6位  | ベスト6    |
| 2012     | 16     | 10 | 0  | 6  | 6位  | 準優勝     |
| 2013     | 16     | 8  | 0  | 8  | 8位  | ―          |
| 2014     | 16     | 11 | 0  | 5  | 3位  | ベスト4    |
| 2015     | 16     | 7  | 0  | 9  | 11位 | ―          |
| 2016     | 15     | 9  | 1  | 5  | 8位  | ベスト8    |
| 2017     | 15     | 9  | 1  | 5  | 8位  | ベスト8    |
| 2018     | 16     | 7  | 1  | 8  | 8位  | ベスト8    |
| 2019     | 16     | 7  | 1  | 8  | 6位  | ベスト8    |
| 2020     | 6      | 4  | 1  | 1  | 3位  | ―          |

- 1996-2005シーズン：スーパー12
- 2006-2010シーズン：スーパー14
- 2011-2019シーズン：スーパーラグビー
- 2020シーズン：スーパーラグビー・アンロックト

### ユナイテッド・ラグビー・チャンピオンシップ戦績
| シーズン | 試合数 | 勝 | 分 | 敗 | 順位 | プレーオフ |
| -------- | ------ | -- | -- | -- | ---- | ---------- |
| 2021     | 18     | 11 | 1  | 6  | 5位  | ベスト8    |
| 2022     | 18     | 9  | 1  | 8  | 8位  | ベスト8    |
| 2023     | 18     | 4  | 0  | 14 | 14位 | ―          |
| 2024     | 18     | 13 | 0  | 5  | 3位  | ベスト4    |

## スコッド
2024-25シーズンのスコッド（2024年8月現在）
| フッカー - ダン・ジョーステ - フェズ・ムバチャ - ボンギ・ンボナンビ - ディラン・リチャードソン プロップ - ディアン・ブロイラー - ハンロ・ジャコブズ - ヴィンセント・コッホ - ヌツチュコ・ムチュヌ - クフチャ・ムチュヌ - オックス・ンチェ - トレヴァー・ニャカネ - コーニー・ウーストハイゼン - イグ・プリンスロー - ブラーム・レイネケ ロック - トム・ディラー(Tom Dyer) - エベン・エツベス - ヘルブラント・グローバー - レニエル・ヒューゴ - ジェイソン・ジェンキンス - コーン・ラール - エミーレ・ヴァン・ヒールデン | フランカー/No.8 - フェプシ・ブテレジ - ジョージ・クロニエ - ニック・ハットン - ジャンドレ・ラブスカフニ - ティノテンダ・マヴェセレ - エマヌエル・トゥシツカ - ヴィンセント・トゥシツカ - ジェームズ・フェンター スクラムハーフ - ブラッドリー・デーヴィス - ティアーン・フーリー - ジェイデン・ヘンドリクセ - グラント・ウィリアムズ (ラグビー) - キャメロン・ライト フライハーフ - ジョーダン・ヘンドリクス - シヤ・マスク | センター - ルカニョ・アム - ディエゴ・アプラウス - アンドレ・エスターハイゼン - エイサン・フッカー - フランソワ・ヴェンター ウイング - エドゥアン・ケイター - マカゾレ・マピンピ - ヤー・ペンエ - マルヌス・ポットヒーテル フルバック - ムーター・デュプレッシー - アフェレレ・ファッシ |
| | | |
| はキャプテン。 | | |

## 歴代所属選手
- グレガー・タウンセンド
- ジョン・スミット
- ニール・パウエル
- ジャック・ポトヒエッター
- スコット・スペディング
- ジョン・スミット
- テンダイ・ムタワリラ
- レナルド・ボスマ
- ルイ・シュラウダー
- ウィリー・ルルー
- エスピー・マレー
- ワーレン・ホワイトリー
- ジャン＝ルック・デュプレッシー
- ジャスティン・ダウニー
- マルセル・クッツェー
- ブラッド・バリット
- アンドリース・クッツェー
- ライオネル・クロニエ
- ポール・ペレズ
- ウィレム・アルバーツ
- ビスマルク・デュプレッシー
- ロリー・ココット
- ヤニー・デュプレッシー
- ライアン・カンコウスキー
- ステファン・ルイス
- ジャン・ドロースト
- フランコ・マレー
- ベンハード・ヤンセ・ヴァン・レンスバーグ
- フィリップ・ヴァン・ダー・ウォルト
- ルアン・ボタ
- ルワジ・ンヴォヴォ
- ジャンリュック・デュプレア
- コーバス・ライナー
- タイラー・ポール
- ピーターステフ・デュトイ
- コーニー・ウーストハイゼン
- ヨハン・ディーゼル
- タイラー・ポール
- シブシソ・ンコシ
- JPピーターセン
- ローハン・ヤンセ・ファンレンズバーグ
- ティアン・メイヤー
- ルアン・ピナール
- オッキー・バーナード
- シモン・ミラー
- トーマス・デュトイ
- シヤ・コリシ
- ヘンコ・フェンター
- カーウィン・ボッシュ
- ライオネル・クロニエ
- フレッド・ゼイリンガ
- ヴェルナー・コック
- アフィウェ・デャンティ